# Karan
Karan ist in verschiedenen Sprachen ein Vorname und Familienname.

## Herkunft und Bedeutung
Karan ist ein türkischer männlicher Vorname mit den Bedeutungen „heldenhaft, beherzt, tapfer“; auch: „dunkel“, der auch als Familienname vorkommt.
Als slawischer männlicher Vorname hat Karan die Bedeutung „Sohn der Sonne“; er tritt auch als Familienname auf.
In Indien und Sri Lanka tritt Karan als Variante von Karna (Sanskrit: कर्ण = Ohr) als männlicher Vorname sowie als Familienname auf.
Im englischen Sprachraum ist Karan als eine Variante von Karen ein weiblicher Vorname.

## Namensträger

### Männlicher Vorname
- Karan Bilimoria, Baron Bilimoria (* 1961), britischer Unternehmer und Life Peer
- Karan Brar (* 1999), US-amerikanischer Schauspieler
- Karan Johar (* 1972), indischer Filmregisseur und -produzent
- Karan Mahajan (* 1984), indisch-amerikanischer Schriftsteller, Essayist und Literaturkritiker
- Karan Rastogi (* 1986), indischer Tennisspieler
- Karan Singh (* 1931), indischer Schriftsteller, Politiker und Diplomat
- Karan Soni (* 1989), US-amerikanischer Schauspieler

### Weiblicher Vorname
- Karan Armstrong (1941–2021), US-amerikanische Sopranistin
- Karan Casey (* 1969), irische Folksängerin
- Karan English (* 1949), US-amerikanische Politikerin

### Familienname

#### Türkisch
- Burak Karan (1987–2013), deutscher Fußballspieler und Islamist
- Ümit Karan (* 1976), türkischer Fußballspieler

#### Andere Genese
- Amara Karan (* 1984), englische Schauspielerin
- Donna Karan (* 1948), US-amerikanische Modedesignerin und Unternehmerin
- Goran Karan (* 1964), kroatischer Sänger
- Guilherme Karan (1957–2016), brasilianischer Schauspieler
- Ian Karan (* 1939), Hamburger Unternehmer und Politiker
- Marija Karan (* 1982), serbische Schauspielerin